# ミゲル・グラウ・セミナリオ
ミゲル・マリア・グラウ・セミナリオ (1834年7月27日 ペルー パイタ生 - 1879年10月8日 ボリビア プンタ・アンガモス没) は、太平洋戦争 (1879年-1884年)で活躍したペルーの海軍士官で、アンガモスの海戦で最後まで勇戦したことから同国では英雄として扱われている。敵兵を丁重に扱う騎士道精神に満ちた紳士的態度から el Caballero de los Mares (エル・カバレロ・デ・ロス・マーレス、スペイン語で「海の紳士」の意) と呼ばれ、ペルー人のみならず敵であったチリ人からも尊敬を集めている。ペルー海軍を象徴する人物であり、アメリカ大陸で最も有名な商船船長および海軍指揮官の一人とされる。最終階級は少将。後にペルー議会から「ペルー大提督」を追贈された。

## 幼少期
ミゲル・グラウは、1834年7月27日にパイタで産まれた、父フアン・マヌエル・グラウ・イ・ベリオは、ペルー独立戦争を戦うためシモン・ボリバルとともにペルーにやってきたコロンビア人であった。その後、フアンはパイタで不動産を購入して税関で働いた。 ミゲルは母ルイサ・セミナリオ・イ・デル・カスティージョの影響で海を愛する少年に成長し、パイタ航海学校に入学した。9歳でスクーナーに乗船してコロンビアに行き初航海を果たした。このスクーナーはゴルゴナ島の手前で沈没し、ミゲルはパイタに戻った。しかしミゲルは落胆することなく、翌年再び航海に出た。ミゲルはその後、多数の商船に乗船してオセアニア、アジア、アメリカ、ヨーロッパの港に渡った。この航海でグラウは航海士として輝かしいキャリアを築いた他、フランス女性カーラ・オルティスとの恋物語を経験した。 

## 前半生
1853年、ミゲルは19歳で商船の船員を辞め、ペルー海軍士官候補生となったが、すぐに卓越した航海技術で高い評価を受けた。1854年には士官として汽船リマック乗組となった。彼はそれから目覚ましい経歴でトントン拍子に昇進を果たし、1864年にはペルー海軍の艦の建造を監督するためヨーロッパに派遣された。彼が建造を監督した艦の中には後に彼が座乗する装甲艦ワスカルもあり、同艦はイギリス・バーケンヘッドのレアード社による建造で1865年に進水した。翌年、彼は最高司令官として外国人を雇い入れるという海軍の方針に反対したことから同調する仲間の将校とともに投獄されたが、裁判で彼らの主張に合理的な理由があることが認められて釈放された。ミゲルの帰国に相前後して、南米の植民地を再開拓しようとするスペインの試みに反発するチリとペルーが合同艦隊を結成した。1868年、ミゲルは海軍に召還され、少佐としてワスカル艦長を拝命した。さらに中佐に昇進した後、1874年6月1日に大佐でありながらペルー海軍総司令官となった。加えて1876年にはパイタ選出のペルー共和国議会議員になり、議員として活動するためペルー海軍総司令官の地位を政府に返上した。

## 太平洋戦争
1879年4月5日にボリビアおよびペルーとチリとの間に太平洋戦争の戦端が開かれると、ミゲルは海軍に戻って艦長兼海軍司令官としてワスカルに座乗した。ミゲルは海軍司令官の名に恥じぬ操艦と指揮ぶりで、チリの連絡線と補給線の妨害や敵艦の拿捕・撃沈、港湾施設への砲撃などで大きな役割を果たした。ワスカルは神出鬼没の戦いぶりで有名になり、チリ海軍の海上侵攻は6ヶ月延期されるほどであった。この功績により、ミゲルはペルー政府から少将に任じられ、初のペルー人将官となった。途中、ミゲルは議会に対して「海軍でペルーに奉仕するため議員としての責務から離れたい」と申し出、許されている。その後、ミゲルが議会に戻ることはついになかったが、今日でもペルー議会にはミゲルの議席が確保されており、会議に先立つ点呼では彼の名前が呼ばれ、それに対して全議員が「出席」と応答するのが慣例となっている。 

### 海の紳士

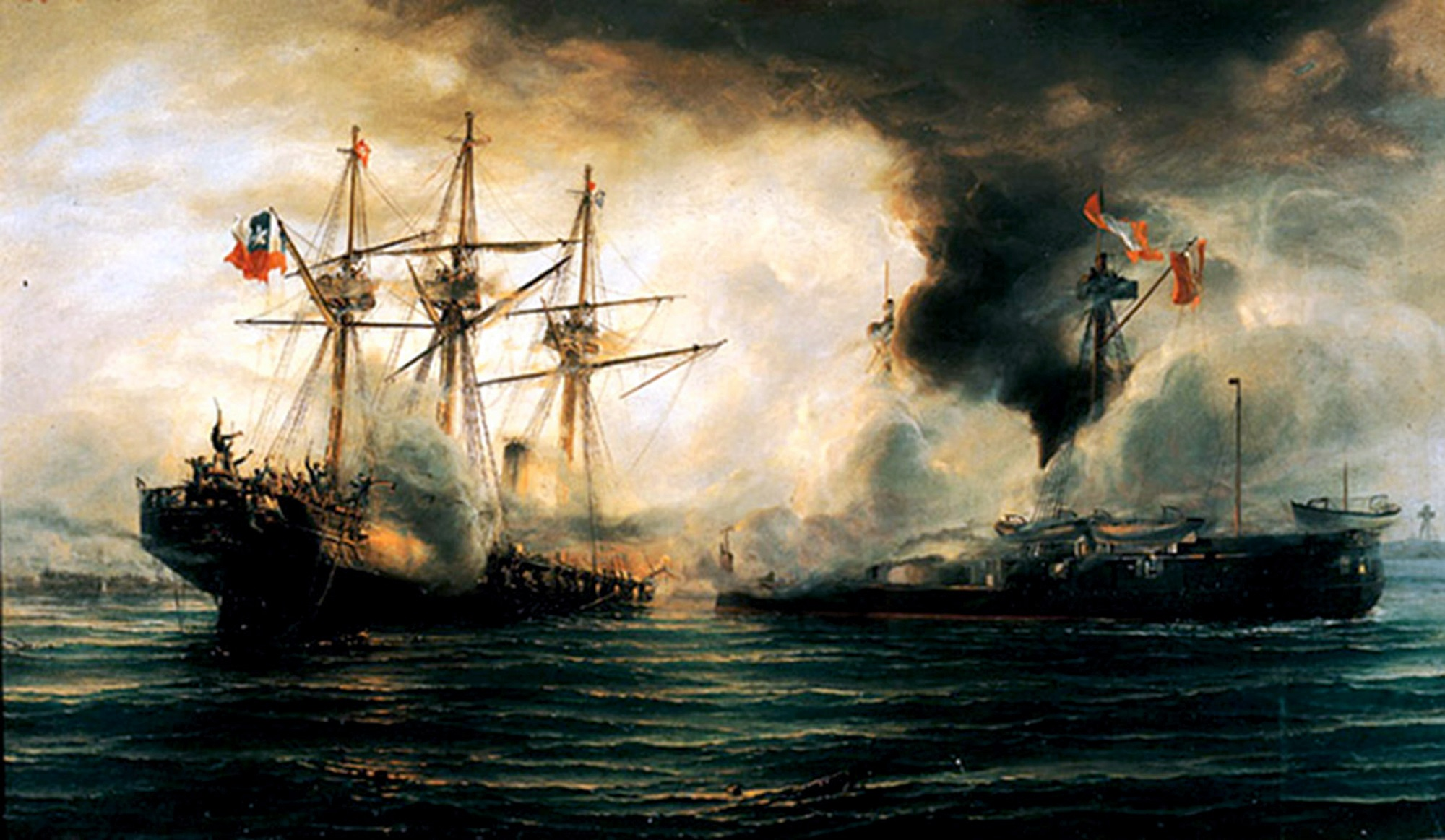
イキケの戦い

イキケの海戦でワスカルがチリ海軍コルベット エスメラルダを撃沈した際、ミゲル・グラウはエスメラルダの生存者を救助するよう命じ、さらにエスメラルダ艦長アルトゥーロ・プラットの未亡人には剣などの遺品とともに手紙を送って哀悼の意を表した。 
アントファガスタの港では敵艦マティアス・クージーニョに密かに忍び寄り、砲門を開く前に艦を放棄するよう丁重に申し入れた。マティアス・クージーニョのキャッスルトン艦長が艦を放棄している最中にチリ艦隊旗艦ブランコ・エンカラダとアルミランテ・コクランが現れたため、ミゲルはマティアス・クージーニョを無力化した上でチリ艦隊の包囲網をすり抜けて逃げ去った。これらの振る舞いから、敵であるチリ海軍からエル・カバレロ・デ・ロス・マーレス (海の紳士) と呼ばれるようになった。ミゲルの非常に効率的かつ勇敢な戦闘スタイルに加え、並外れた騎士道精神と紳士的態度が認められた結果であった。 
ミゲルは輸送船リマックの拿捕にも決定的な役割を果たした。リマックはガルシア・イ・ガルシア指揮の木造コルベット ウニオンに追われていたが、そこにワスカルが現れて連装砲を発射するとリマックはたちどころに降伏した。リマックに乗船していたチリ陸軍騎兵連隊カラビネロス・デ・ユンガイは、指揮官ともども捕虜となった。これにはチリ政府も大きな衝撃を受け、チリ海軍司令官が責任を取って辞任する事態となった。

### アンガモスの戦いでの死
ミゲル・グラウは、1879年10月8日のアンガモスの海戦で1対4の死闘を演じた末、チリ海軍の装甲艦アルミランテ・コクランが発射した徹甲弾を受けて戦死した。乗艦ワスカルは直撃弾多数を受けて大破し、自沈しようとしたところを拿捕された。拿捕された後、最後まで生き残って艦を指揮していたペドロ・ガレゾン中尉は、チリ海軍に対して退艦する前にミゲルの遺体を捜索させて欲しいと申し出た。チリ海軍はその申し出を容れ、徹底的に捜索させたところ、ふくらはぎの中ほどから足までの皮膚だけが見つかった。チリ海軍はミゲルのためにミサを開くなど栄誉礼をもって埋葬し、1890年には他の太平洋戦争での戦死者の遺体とともにペルーに返還した。チリにはミゲルの脛骨の断片が残され、サンティアゴの博物館で帽子等の私物とともに展示されていたが、これも1958年にペルーに返還された。返還の際にはチリではカルロス・イバニェス・デル・カンポ大統領が出席する式典をもって送り出され、ペルー側はマヌエル・プラド・イ・ウガルテチェ大統領が以下の賛辞をもって出迎えた。
輝かしい提督の姿は、単に我々あるいはアメリカの歴史にとどまらず、全世界の名誉たる栄光を象徴している。提督の人生とその死は、騎士道と自己犠牲の範である。
その後、1976年にはエル・カヤオにあるペルー海軍士官学校に併設された地下墓地に移された。

## 遺産
1967年に、ペルー議会の決議によりミゲル・グラウにグラン・アルミランテ・デル・ペルー (Gran Almirante del Perú、ペルー大提督) の地位が与えられた。
乗艦ワスカルはチリのタルカワノで博物館船として保存されているが、ミゲル・グラウに敬意を表して彼の肖像画が飾られている。また、ペルーのみならず他国にも彼の胸像や立像が置かれている。日本にも2018年にペルー独立197周年、ミゲル・グラウ生誕184周年を記念して在日ペルー大使館に胸像が建立され、同年7月27日の除幕式ではハロルド・フォルサイト大使と防衛省情報本部長・大塚海夫海将が除幕を執り行った。海上自衛隊は、遠洋練習航海でペルーのカヤオに寄港する際には同地のペルー海軍士官学校でミゲル・グラウ像への献花を行っている。
2000年、ミゲル・グラウは一般投票により「ミレニアムにふさわしいペルー人」に選出された。 
死後もペルー海軍の式典やペルー議会では彼の名前が呼ばれるのが慣例になっている。 
- チリ・タルカワノで保存されているワスカルの船室。ミゲル・グラウの肖像画が飾られている。
- アメリカのワシントン州レイクフォレストパークにある胸像
- 海の紳士を讃える立像。カヤオ
- ブエノスアイレスのペルー広場にあるミゲル・グラウの記念碑
- プカルバにある立像
- トルヒーリョにある立像
- リマにある記念碑
- スペイン・アンダルシア州のカディスにある胸像
- イタリア・ジェノヴァにある胸像

## 参照資料
1. 1 2  Seminario Ojeda, Miguel Arturo (2000). "GRAU SEMINARIO, Miguel". Grandes Forjadores del Perú (Spanish) (1st ed.). Lima, Peru: LEXUS editores. pp. 194–196. ISBN 9972-625-50-8。
2. ↑   Arosemena, Geraldo (1979). El Almirante Miguel Grau (7th ed.). Lima, Peru: Banco de Crédito del Perú. p. 2
3. ↑  De la Puente, José Agustín (2003). Miguel Grau. Lima, Peru: Instituto de Estudios Históricos-Marítimos del Perú. p. 16. ISBN 9972-633-02-0
4. ↑  “Resolución legislativa 23680”. 2016年2月29日閲覧。
5. ↑  “Carta de Miguel Grau a Carmela Carvajal Vda. de Prat”. 2016年2月29日閲覧。
6. ↑  “Facsimile of the letter”. 2016年2月29日閲覧。
7. ↑  “Juan Williams Rebolledo biography, Chilean Navy website”. 2016年2月29日閲覧。
8. ↑  Pons Muzzo, Gustavo (1985). Historia del Perú. República (1868-1980). Lima: Librería Distribuidora San Miguel E.I.R.Ltda.. pp. 56-57
9. ↑  “ペルー海軍ミゲル・グラウ・セミナリオ大提督 胸像除幕式”.   在日ペルー大使館. 2019年11月2日閲覧。
10. ↑  “海上自衛隊練習艦隊がカヤオに寄港”.   在ペルー日本大使館. 2019年11月2日閲覧。

## 関連書籍
- Robert Gardiner (editorial director), Conway's All the World's Fighting Ships 1860-1905. London: Conway Maritime Press, 1979. ISBN 0-85177-605-1.
- Robert Hutchinson (editor), Jane's Warship Recognition Guide, Revised Edition. New York and London: HarperCollins, 2002. ISBN 0-00-713722-2
- Richard Begazo Salas and Raymond V.B. Blackman (editors), Jane's Fighting Ships 1949-50. New York: The McGraw-Hill Book Company, 1949.